# Dawit Chachaleiszwili
Dawit Chachaleiszwili (gruz. დავით ხახალეიშვილი; ur. 28 lutego 1971 w Kutaisi, zm. 11 stycznia 2021) – gruziński judoka, zdobywca złotego medalu na letnich igrzyskach olimpijskich w Barcelonie w kategorii powyżej 95 kg. W latach 1990–1996 był mistrzem Europy w kategorii open i kategorii powyżej 95 kg. Startował w Pucharze Świata w 1996 i 1999 roku.

## Lista zawodowych walk w MMA
| Wynik     | Bilans | Przeciwnik (bilans przed walką) | Rozstrzygnięcie                             | Runda | Czas | Rozgrywki                              | Data       | Miejsce  | Uwagi        |
| --------- | ------ | ------------------------------- | ------------------------------------------- | ----- | ---- | -------------------------------------- | ---------- | -------- | ------------ |
| Przegrana | 3-3    | Yoshihiro Nakao (0-0)           | TKO (ciosy pięściami)                       | 2     | 1:13 | K-1: Dynamite 2003                     | 31.12.2003 | Nagoja   |              |
| Przegrana | 3-2    | Yoshihisa Yamamoto (22-17)      | Poddanie (dźwignia skrętna na staw skokowy) | 1     | 2:24 | Rings Japan: Mega Battle '96 (Round 1) | 25.10.1996 | Nagoja   |              |
| Przegrana | 3-1    | Akira Maeda (18-3)              | Poddanie                                    | 1     | 3:30 | Rings Japan: Rising Series 5           | 18.07.1995 | Saitama  |              |
| Wygrana   | 3-0    | Herman Renting (2-1)            | Poddanie (duszenie północ-południe)         | 1     | 4:26 | Rings Japan: Mega Battle '94 (Round 5) | 25.01.1995 | Tokio    |              |
| Wygrana   | 2-0    | Willy Wilhelm (1-0)             | Poddanie                                    | 1     | 3:09 | Rings Japan: '94 Tour 6                | 20.08.1994 | Jokohama |              |
| Wygrana   | 1-0    | Michaił Simow (0-3)             | Poddanie                                    | 1     | 5:49 | Rings Japan: '94 Tour 3                | 17.05.1994 | Sendai   | debiut w MMA |